# ديك سارجينت
ديك سارجينت (بالإنجليزية: Dick Sargent)‏ هو ممثل أمريكي، ولد في 19 أبريل 1930 بكارميل-بي-ثي-سي في الولايات المتحدة، وتوفي في 8 يوليو 1994 بلوس أنجلوس في الولايات المتحدة.

## أعمال

### مسلسلات
- بيويتشد
- ذا والتونز

## وصلات خارجية
- ديك سارجينت على موقع IMDb (الإنجليزية)
- ديك سارجينت على موقع ألو سيني (الفرنسية)
- ديك سارجينت على موقع تيرنر كلاسيك موفيز (الإنجليزية)
- ديك سارجينت على موقع أول موفي (الإنجليزية)
- ديك سارجينت على موقع قاعدة بيانات الأفلام السويدية (السويدية)
- ديك سارجينت على موقع إن إن دي بي (الإنجليزية)
- ديك سارجينت على موقع قاعدة بيانات الفيلم (الإنجليزية)
- ديك سارجينت على موقع كينوبويسك (الروسية)